# Anna Feldhusen
Anna Feldhusen (Bremen, 17 de noviembre de 1867 – Bremen, 12 de junio de 1951) fue una artista alemana. Fue especialmente prolífica como creadora de naturalezas muertas, de pinturas de paisajes que mostraban los paisajes planos y frecuentemente acuosos del noroeste de Alemania y de paisajes urbanos de Bremen, su ciudad natal. También fue una hábil dibujante con un talento excepcional para la creación de grabados multicolores.

## Biografía
Anna Feldhusen nació y creció en Bremen en un momento en que el rápido desarrollo industrial y comercial, combinado con una crisis agrícola exacerbada por la creciente disponibilidad de alimentos baratos importados del extranjero (a menudo llegados a través del puerto de Bremen) impulsaban una sostenida migración en masa desde el campo a las ciudades alemanas de gente que buscaba formas de conseguir ingresos más altos y mayor seguridad. En el caso de Bremen, durante la segunda mitad del siglo XIX las presiones de la intensificación de la urbanización desencadenaron una contra ola de artistas, a menudo de prósperas familias mercantiles, que escaparon a una colonia de arte en el campo, la Kúnstlerkolinie Worpswede.
Johann Philipp Feldhusen, el padre de Anna, era un empresario de Bremen. Feldhusen tuvo dos hermanas más. Decidió abrirse camino en la vida como artista profesional a una edad temprana, mudándose a Múnich en 1892 para formarse. Fue alumna de Caroline "Lina" Kempter (1856-1925), que enseñaba en la Damenakademien München und Berlin und Malerinnenschule Karlsruhe de la Münchner Künstlerinnenverein (Academia de Mujeres Artistas de  Múnich), y también del pintor profesor y diseñador de medallas con sede en  Múnich Maximilian Dasio (1865-1954) y por de Oskar Graf, figura destacada de la colonia de arte de Dachau en el norte de Múnich. La seriedad y determinación que mostró Feldhusen para conseguir su formación artística se consideraba "inusual" en Bremen en ese momento: se esperaba que las hijas de los comerciantes de la ciudad aspiraran a conseguir un buen matrimonio y, a partir de ahí, a dirigir un hogar eficiente en beneficio de maridos e hijos (e hijas). 
El lema que Anna Feldhusen añadió a sus Exlibris (identificándola como la propietaria en cada uno de sus libros) era "Allein, ich will..." (aproximadamente "Sola, quiero y haré ...") también refleja su rebelde determinación por administrar su vida como artista de acuerdo con sus propios preceptos y prioridades, independientemente de las expectativas establecidas para su género por los demás.
Los admiradores citan el autorretrato de 1899 de Anna Feldhusen, reproducido en la parte superior de este artículo, como un indicador más de la notable confianza en sí misma y el autoconocimiento con que se acercó a su arte. Al concluir sus estudios en  Múnich, regresó al norte y conoció a varios miembros de la Künstlerkolonie Worpswede en las marismas drenadas al norte de Bremen. Tomó lecciones de Fritz Mackensen (1866-1953) y de Hans am Ende (1864-1918). Ende fue particularmente admirado por la comunidad artística por sus habilidades en el grabado, que estaba encantado de compartir con Feldhusen. También se convirtió en una visitante habitual de la aldea de libros ilustrados de Dötlingen al oeste de Bremen. En algún momento adquirió una cabaña de verano en el pueblo. Aunque las estancias de Feldhusen en Dötlingen se limitaban a los meses de verano, no dejaban de ser frecuentes; y tenía varios amigos entre los artistas locales del Künstlerkolonie Dötlingen. Recibió lecciones de dibujo e inspiración de Georg Müller vom Siel (1865-1939). Fue durante sus estancias en Dötlingen cuando conoció a la estudiante de vom Siel Marie "Mieze" Stumpe (1877-1946), que posteriormente se convirtió en una buena amiga. El esposo de Stumpe era un exitoso importador de tabaco en Bremen y Feldhusen pasaba la noche con frecuencia en la casa de verano de su amiga en Dötlingen. Fue también en Dötlingen donde Feldhusen conoció a Marie Stein-Ranke (1873-1964), considerada por sus contemporáneos como una de las más destacadas retratistas y grabadoras de su generación.
A lo largo de su carrera, Anna Feldhusen tuvo su propio estudio. Su estudio en Bremen era una habitación en su casa en la calle Hagenauerstrasse 24, el hogar que por un tiempo compartió con sus hermanas. En una etapa temprana también adquirió un estudio en Múnich que le gustaba usar durante los meses de invierno, apreciando el ambiente "estimulante" de la capital bávara . Cerca tenía instalaciones de estudio en Dachau, donde le gustaba interactuar con otras personas involucradas con la colonia de artistas de aquella pequeña ciudad (aún no infame internacionalmente por su campo de concentración). Incluso estando en el norte, durante los meses de primavera y verano, mantenía el contrato de arrendamiento de su pequeño apartamento en Dachau para poder regresar en cualquier momento y pasar un par de semanas allí.
Tanto directa como indirectamente, Anna Feldhusen hizo campaña por los derechos de las mujeres artistas. Se unió al "Bremer Malerinnenverein" (la asociación de mujeres artistas de Bremen) en 1902, al "Bremer Künstlerbund" (la liga de artistas de Bremen) en 1922 y la GEDOK (Sociedad de Asociaciones de Artistas de Mujeres Alemanas y Austriacas de todos los tipos) en 1929. Anna Feldhusen fue miembro del "Bund der Düsseldorfer Künstlerinnen" ("Liga de mujeres artistas de Düsseldorf"). Además, fue miembro durante mucho tiempo del "Dachauer Künstlerbund" ("Liga de artistas de Dachau"). En 1924 adquirió una licencia comercial como empresa de arte. Era un mecanismo común para los artistas que deseaban ganarse la vida con su trabajo artístico, pero ella fue, y siguió siendo durante muchos años, la única mujer que daría este paso. Firmaba sus obras de arte, para evitar cualquier género de duda, con el lema "Bremische Malerin und Graphikerin" ("Pintora y artista gráfica de Bremen"). Anna Feldhusen siguió vendiendo sus propias obras de arte hasta bien entrada su vejez. 
Mucha gente – y especialmente aquellas que residían en el estado de Bremen y sus alrededores – se familiarizaron con el trabajo de Anna Feldhusen a través del Bazar de Navidad organizado por la Comunidad de la Catedral de Bremen, en el que se vendían copias de sus grabados. Varias generaciones conocen sus imágenes de la ciudad y la región a través de su continua aparición en los libros de enseñanza de las escuelas de Bremen. Una indicación de su prodigiosa producción proviene de los registros contables de las editoriales de arte en Worpswede : estos incluyen más de 150 contratos para tiradas de sus imágenes que superan las 1.000. Entre 1903 y 1942 se realizaron regularmente exposiciones de su obra. Se trataba en su mayoría de exposiciones de obras ofrecidas a la venta, dispuestas en la sección gráfica de la Galería de arte de Bremen o en las exposiciones de obras de arte de los museos y galerías más pequeños de la Böttgerstrasse. Algunos de sus grabados se han incorporado a la colección del Gewerbemuseum de la ciudad (Museo Focke). Su obra también se encuentra reproducida en multitud de calendarios, revistas y libros en los que apareció.

## Obra

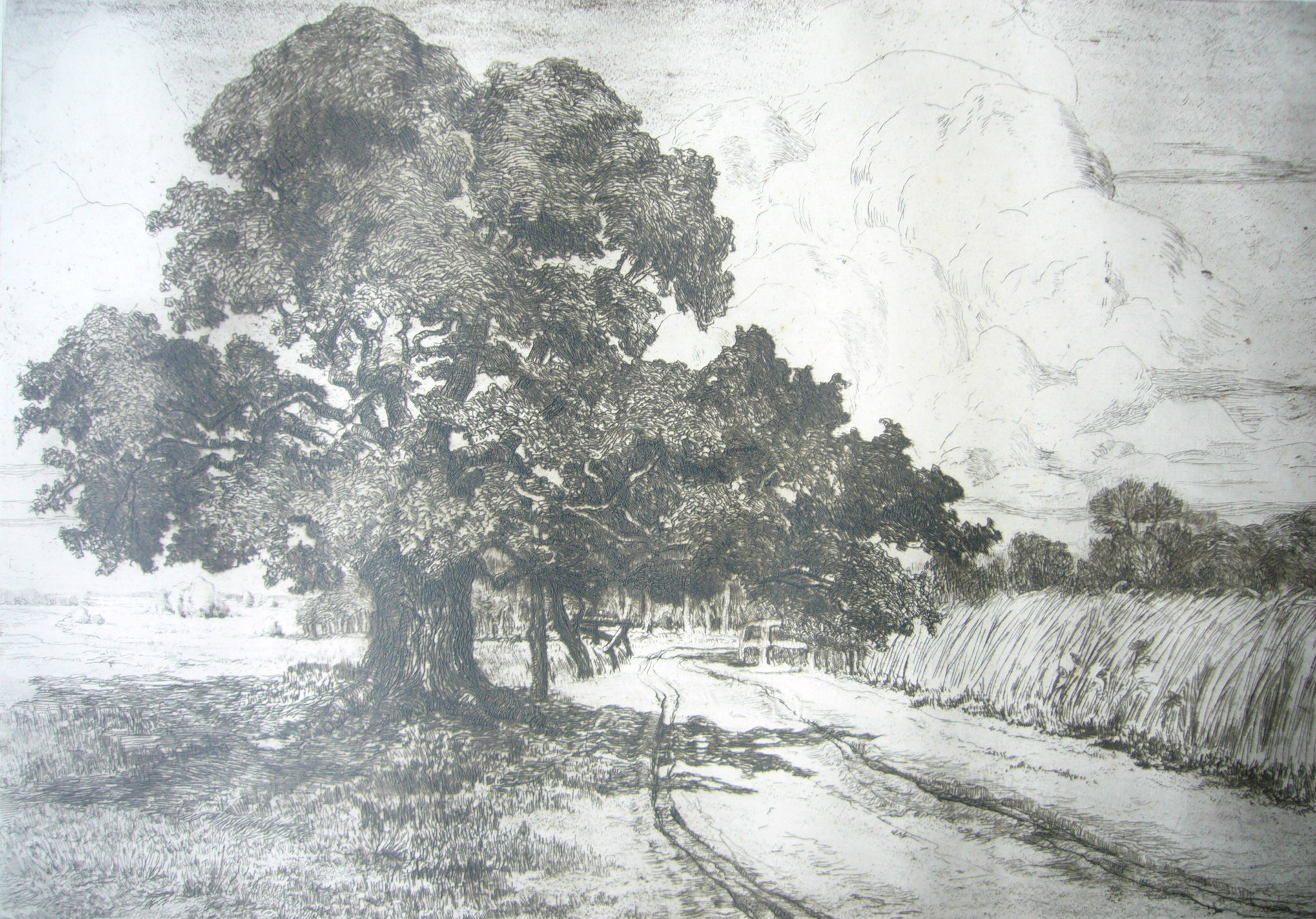

Feldhusen se dedicó fundamentalmente a naturalezas muertas y pinturas de paisajes. Es extraño encontrar representaciones figurativas en su trabajo. Al buscar temas artísticos, siempre se sintió atraída por la naturaleza. Sus muchas obras vuelven una y otra vez a los páramos de brezos alrededor de Worpswede y a las marismas que rodean Dachau. Durante sus largas caminatas diarias por el campo, observaba la interacción de luces y sombras. Lo que observaba lo trasladaba posteriormente al lienzo con pinceladas amplias y expresivas.
En cuanto a las modalidades técnicas, el foco de su trabajo es el grabado. Logró un formidable dominio del grabado multicolor y utilizó las posibilidades que le brindaba la técnica de varias maneras. Sus extractos meticulosamente realizados – a menudo con un camino o un río que dirige los ojos del espectador – son testigos su habilidad. Sus temas principales eran una variedad de paisajes urbanos de Bremen: edificios y callejones, vistas urbanas típicas del vedutismo de la ciudad desde el Weser, destellos – a menudo reducidos por los diseños de las calles – de la ciudad vieja, todos ellos reproducciones construidas con precisión de las realidades que ella presenció. En su mayoría se crearon como grabados. Añadía coloración complementaria para enfatizar el estado de ánimo de la imagen, ya fuera directamente realizando grabados en color o, posteriormente, aplicando pinturas de acuarela. La estructura gráfica de cada imagen siempre fue la estructura central, para la cual la coloración nunca llegó a ser más que un complemento. A menudo se producían impresiones de diferentes colores a partir de una sola plancha basada en el mismo grabado inicial.
Los numerosos paisajes que hizo del campo en Worpswede y sus alrededores aplican técnicas muy diferentes. Algunos, en particular durante un período particularmente productivo alrededor de 1903/04, aplican una técnica mucho más generosa con menos preocupación por la perspectiva y pocos indicios del meticuloso detalle de los paisajes urbanos. Los paisajes suelen hacerse con grabado al aguatinta . Su calidad expresiva se consigue no tanto invocando una amplia gama de colores diferentes como mediante una variabilidad aterciopelada de la tonalidad, conseguida mediante la tecnología seleccionada.
Aunque el trabajo de Anna Feldhusen gozó del favor de la crítica y el público durante varios años después de su muerte en 1951, los precios alcanzados en las subastas durante y desde la década de 1970 indican una rehabilitación progresiva del mercado.